# Luigi Portigliatti
Luigi Vittorio Giovanni Battista Portigliatti (Torino, 9 gennaio 1888 – Torino, 25 gennaio 1956) è stato un calciatore e arbitro di calcio italiano.
Non è da confondere con l'altro Luigi Portigliatti, cui è stato dedicato il campo sportivo di Bruzolo e il relativo "Memorial Luigi Portigliatti", che si svolge in provincia di Cuneo.

## Biografia
Rimase per sempre legato ai colori bianconeri della Juventus.

### Calciatore
Iniziò a giocare da giovane nelle squadre riserve della Juventus, partite di 2ª e 3ª categoria, anche dopo esser diventato maggiorenne.

### Arbitro
Smessi i colori della Juventus, continuò a prendere la tessera quale arbitro bianconero a carriera calcistica terminata, dirigendo la gara di Promozione Veloces Biella-Vigor Torino (2-3) del 26 gennaio 1912.
La stagione successiva esordì in Prima Categoria, arbitrando la partita Pro Vercelli-Savona (6-0) del 28 dicembre 1913.